# ديزل (علامة تجارية)
ديزل إس بي ايه هي شركة تصميم إيطالية، وهي معروفة بألبستها الـمُوجّهة لسوق البالغين اليافعين، بالجينز على وجه التحديد. أما الآن، فمن الممكن إيجاد هذه العلامة على العديد من المنتجات ابتداءً بالملابس الداخلية والعطور، إلى المفروشات والسيارات، وحتى على دُمى البالغين. مقر مؤسس ومالك الشركة رينزو روسّو في بريغانزي في شمال إيطاليا.

## التاريخ
قام رينزو روسّو بتأسيس الشركة مع رئيسه السابق أدريانو غولدشمايد من شركة جينز ايه جي في عام 1978. تتضمن أهم الأحداث في تاريخ ديزل استحواذ رينزو روسّو الكامل على الشركة عام 1985، والتوظيف مباشرة من الجامعة لرئيس التصاميم والمدير الإبداعي السابق ويلبرت داس عام 1988،  و ابتداء خطة التسويق العالمية عام 1991، وافتتاح أول محل ديزل ريادي عام 1996 في جادة ليكسينغتن في مدينة نيويورك.
صرّح روسو قائلاً أنهم تعلموا التسويق من الولايات المتحدة والإبداع من إيطاليا والأنظمة من ألمانيا.

قامت الشركة بإنشاء قسم رئيسي للملابس الداخلية وألبسة السباحة للرجال والنساء في فبراير 2007، وكان متوفراً في محلات التجزئة والمحلات متعددة الأقسام. تم الإعلان عن علامة ديزل بلاك غولد (Diesel Black Gold) أي ديزل أسود ذهبي والتي تختصر (دي بي جي) في نوفمبر 2007.
لدى الشركة حوالي 2,200 موظف في 18 قسم فرعي في آسيا وأوروبا والأمريكيتين. تتوفر منتجاتها في 5000 محل تجزئة، والتي من ضمنها 300 محل ديزل مستقل. كانت المبيعات السنوية حوالي 1.2 مليار يورو عام 2005، و1.3 مليار يورو عام 2009. العائد يأتي بشكل رئيسي من مبيعات الجينز، ومن ديزل كيد (ترجمة: صغير ديزل) التشكيلة التأثيرية والتي لاقت نجاحاً واسعاً.
يتركز إنتاج الجينز في إيطاليا بشكل رئيسيْ.

## علامات تجارية
قام المدير الإبداعي ويلبرت داس ولأكثر من 20 عاما بتولـّي الإشراف على تصنيع جميع مجموعات ديزل، والتي تشمل المنتجات المُرخصة. هناك مجموعتين رئيسيتين حالياً، المجموعة الرئيسية تحت اسم ديزل، ومجموعة جديدة أُطلِقت عام 2007 تحت اسم ديزل بلاك غولد (ترجمة: ديزل أسود ذهبي) والتي تُصنّف مع فئة الألبسة العَرَضِية الفاخرة. أما مجموعة الأطفال فتُدعى ديزل كيد (ترجمة: صغير ديزل).
لدى معرض ديزل للجينز إصدارات محدودة من الجينز والتي تُباع في محلات مُبتكرة تـُحاكي المعارض الفنيّة. يتوفر لدى ديزل كذلك مجموعات أحذية، وملابس داخلية تحت اسم إنتي-مِتس (ترجمة: الحميميين)، وحقائب.
مجموعات ديزل المـُرخصة تتضمن النظارات (تـُصنّع مع سافيلو) والمجوهرات والساعات (تـُصنّع مع فوسِـل) والعطور (تـُصنّع مع لوريال). طـرحت لوريال وديزل عطر فيول فور لايف (ترجمة: وقود الحياة) للنساء والرجال في خريف 2007، وأصدرت بعده عطر للرجال باسم أونلي ذا بريف (ترجمة: للشجعان فقط). أُصدِرت مجموعة متواضعة لـ أديداس في عام 2008 تحت اسم أديداس أورِجِـنَـلز دينِـم باي ديزل (ترجمة: جينزات أديداس الأصلية من ديزل). تمتلك الشركة الأمريكية ماست إندستريز إنك (ترجمة: صناعات الصاري المتحدة) ترخيص الملابس الداخلية، والتي تُصنّع الملابس الداخلية النسائية لعلامة فِكتورياز سيكرت (ترجمة: سر فِكتوريا) كذلك.
تعاون حديث مع ايه جي في أسفر عن إنتاج الخـُوَذ. ومُؤخرا، بفضل تعاون مع موروسو وفوسكاريني تم طرح ديزل هوم (ترجمة: منزل ديزل) في الأسواق.
حصّـلت شركة ديزل أسهماً في العلامات التجارية فيكتور ورولف، وميزون مارتن مارغييلا (ترجمة: دار مارتن مارغييلا)، ودي-سكويرد2 (د-تربيع2).

## التوجيه الإبداعي

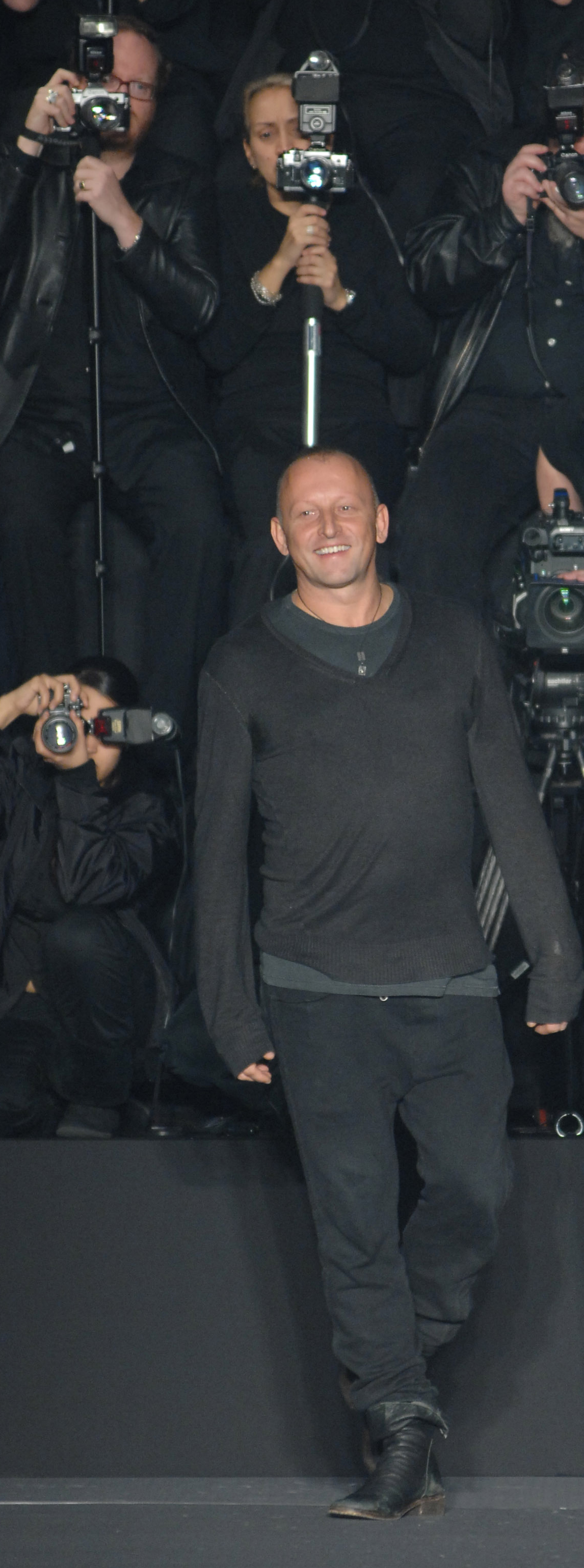
ويلبرت داس

عَمِلَ المدير الإبداعي ورئيس التصاميم لديزل ويلبرت داس لدى الشركة منذ 1988. بدأ ويلبرت بالعمل على مجموعات الرجال والحُليّ والجلد والصغار. ثم تسلّق السُـلـّم الوظيفي سريعاً ليصبح رئيس مكتب ديزل للموضة والمحلات الإبداعية، وتم منحه في عام 1993 اللقب الوظيفي المدير الإبداعي بشكل رسمي، بمسؤوليات تراوحت ما بين إدارة تصميم جميع المُنتجات إلى توَلـّي جميع الحملات الاتصاليّة.
إضافةً إلى تصميم الملابس والحُلي، أشرف على الإعلانات، ووسائل الإعلام الجديدة، والتبضيع، وبيع التجزئة، والتصميم الداخلي (للمحلات، وللمعارض، وللمكاتب، وللفنادق)، والتخطيط للمناسبات ولعروض الأزياء. كذلك عمل على تطوير إضافات جديدة للعلامة مثل المستلزمات المنزلية، والمفروشات، وحتى السيارات. يمكن القول بأن جميع ما يتعلق بالصورة والأسلوب التي يعكسها ديزل وقعت على عاتق ويلبرت.
في أواخر 2009، ترك ويلبرت داس ديزل على إثر شائعات مفادها وجود خلافات بينه وبين المدير التنفيذي رينزو روسّو حول وجهة الشركة المستقبلية.

## التسويق
وجّهت الشركة اهتمامتها لدعم الإبداعية لدى الجيل الصاعد من خلال رعاية مشاريع متعددة على سبيل المثال مسابقة ديزل-يو-ميوزك (ترجمة: موسيقى-أنت-ديزل)، وكانت ديزل شريكاً مُؤسساً (يتبع لاحقا)

## وصلات خارجية
- الموقع الرسمي
- ساعات ديزل
- مزرعة ديزل